# Богуславский, Сергей Григорьевич
Сергей Григорьевич Богуславский (18 октября 1923 — не ранее 2006) — советский океанолог, доктор физико-математических наук, лауреат Государственной премии СССР 1970 года.
Родился в 1923 году в селе Великая Мечетня (сейчас Кривоозерский район Николаевской области).
В 1943—1945 годах служил в РККА. Награждён орденом Отечественной войны II степени (6 апреля 1985) и медалью «За победу над Германией в Великой Отечественной войне 1941—1945 гг.».
Окончил Одесский гидрометеорологический институт по специальности океанолог (1950) и аспирантуру Государственного океанографического института (1953).
С 1953 года работал в Черноморском отделении Морского гидрофизического института в Кацивели (Крым). С 1962 года — старший научный сотрудник экспериментального отделения С 1975 года заведующий лабораторией турбулентности, которая в 1980 году была реорганизована в отдел. С 1998 года главный научный сотрудник отдела комплексных методов исследования гидрофизических полей.
По совместительству в 1981—1983 годах профессор кафедры теоретической физики и прикладной математики Симферопольского университета.
Доктор физико-математических наук (1974). Диссертации:
- кандидатская — «Радиационный баланс и его роль в формировании температуры моря» (1955);
- докторская — Температурное поле Тропической Атлантики и процессы вертикального переноса (1974).

За цикл научных работ по исследованию течения Ломоносова присуждена Государственная премия СССР 1970 года (в составе коллектива).
По состоянию на 2006 год ещё числился в штате Морского гидрофизического института.
Сочинения:
- Температурное поле тропической Атлантики [Текст] / С. Г. Богуславский ; АН УССР, Морской гидрофиз. ин-т. — Киев : Наук. думка, 1977. — 162 с. : ил.; 20 см.
- Математическое моделирование динамики сероводородной зоны Черного моря / Ю. А. Митропольский, В. И. Беляев, С. Г. Богуславский, А. А. Березовский // Вестник Академии наук Украинской ССР — 1987. — № 5. С. 18-26.
- Математическое моделирование вертикальной диффузии в океане // Нелинейные краевые задачи математической физики. К., 1998;
- Вопросы теплового и динамического взаимодействия в системе море-атмосфера-суша Черноморского региона / Л. А. Ковешников, В. А. Иванов, С. Г. Богуславский [и др.] // Экологическая безопасность прибрежной и шельфовой зон и комплексное использование ресурсов шельфа. Севастополь: ЭКОСИ-Гидрофизика. 2001. Вып. 3. С. 9-52.